# Sasanka

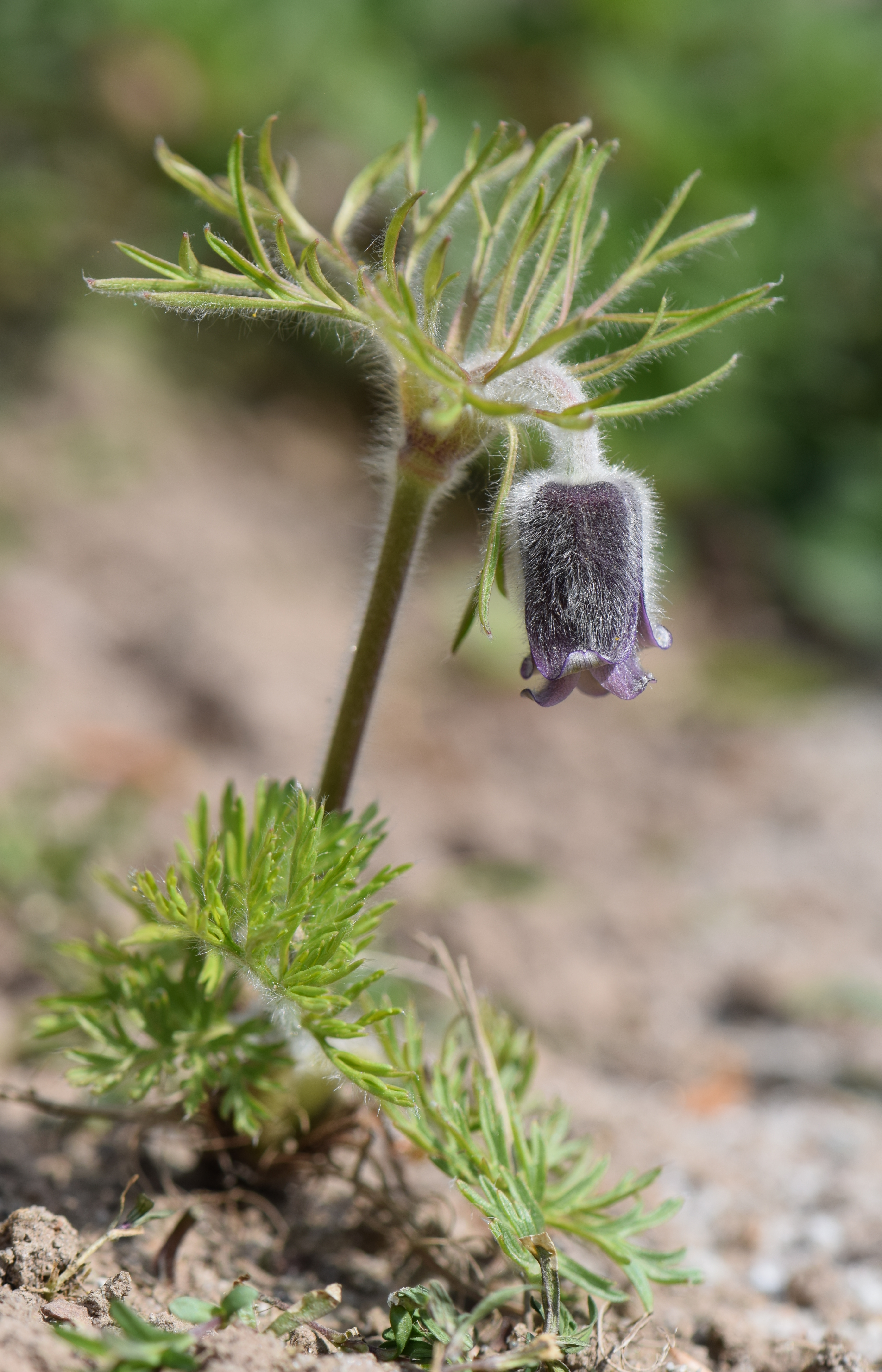
Sasanka łąkowa

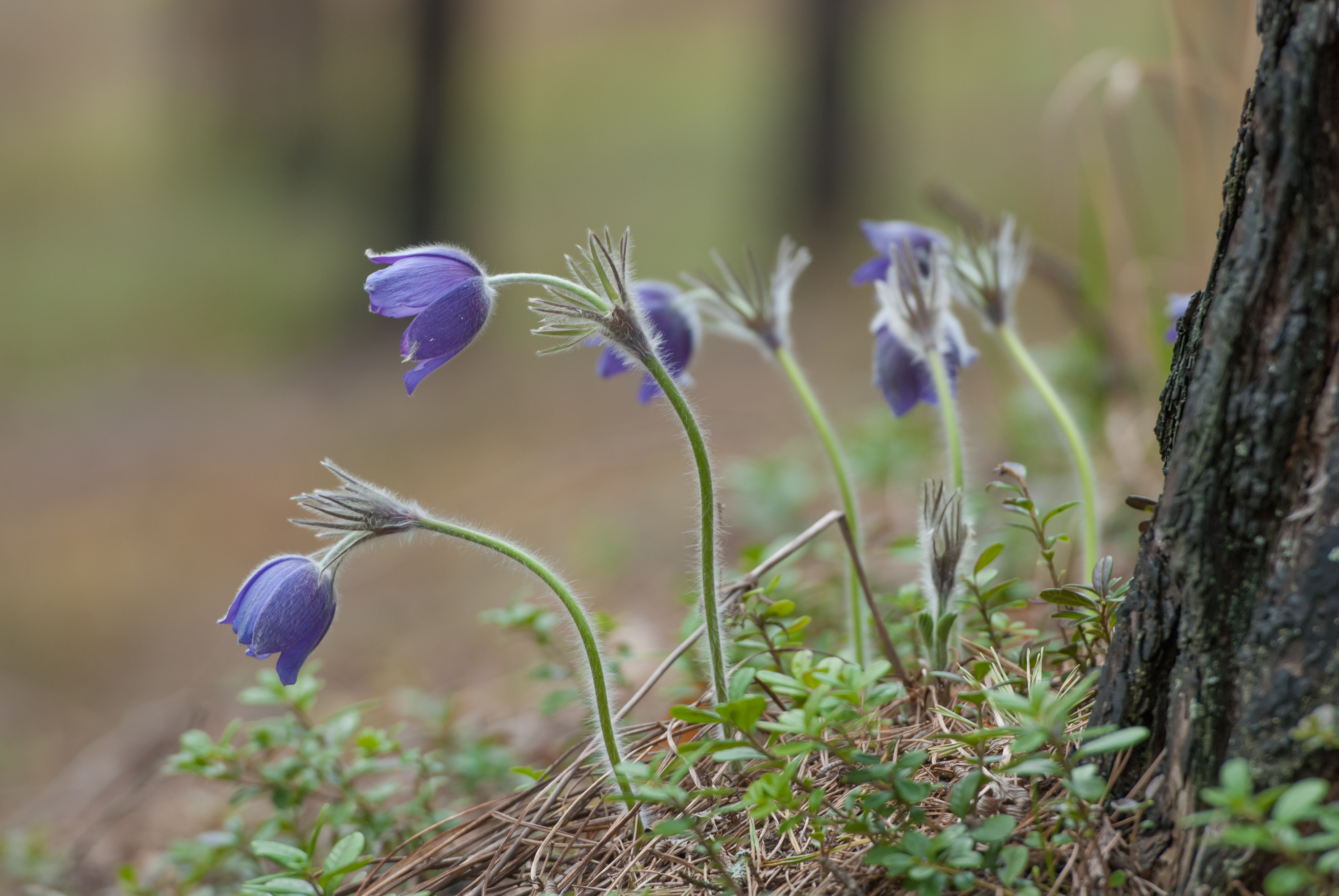
Sasanka otwarta

Sasanka (Pulsatilla Mill.) – rodzaj roślin z rodziny jaskrowatych. Należy do niego ok. 40 gatunków. Rozprzestrzenione są one szeroko w strefie umiarkowanej półkuli północnej. W Polsce występuje 6 gatunków sasanki (wszystkie podlegają ochronie gatunkowej). Zasiedlają nasłonecznione i suche murawy zakwitając zwykle wczesną wiosną, krótko po stopnieniu śniegów. Kwiaty zapylane są przez owady, zwłaszcza pszczoły, a owoce rozprzestrzeniane są przez wiatr. Ze względu na efektowne, duże kwiaty uprawiane są jako rośliny ozdobne. Są blisko spokrewnione z zawilcami i w wielu ujęciach systematycznych rodzaje te bywają łączone.

## Rozmieszczenie geograficzne

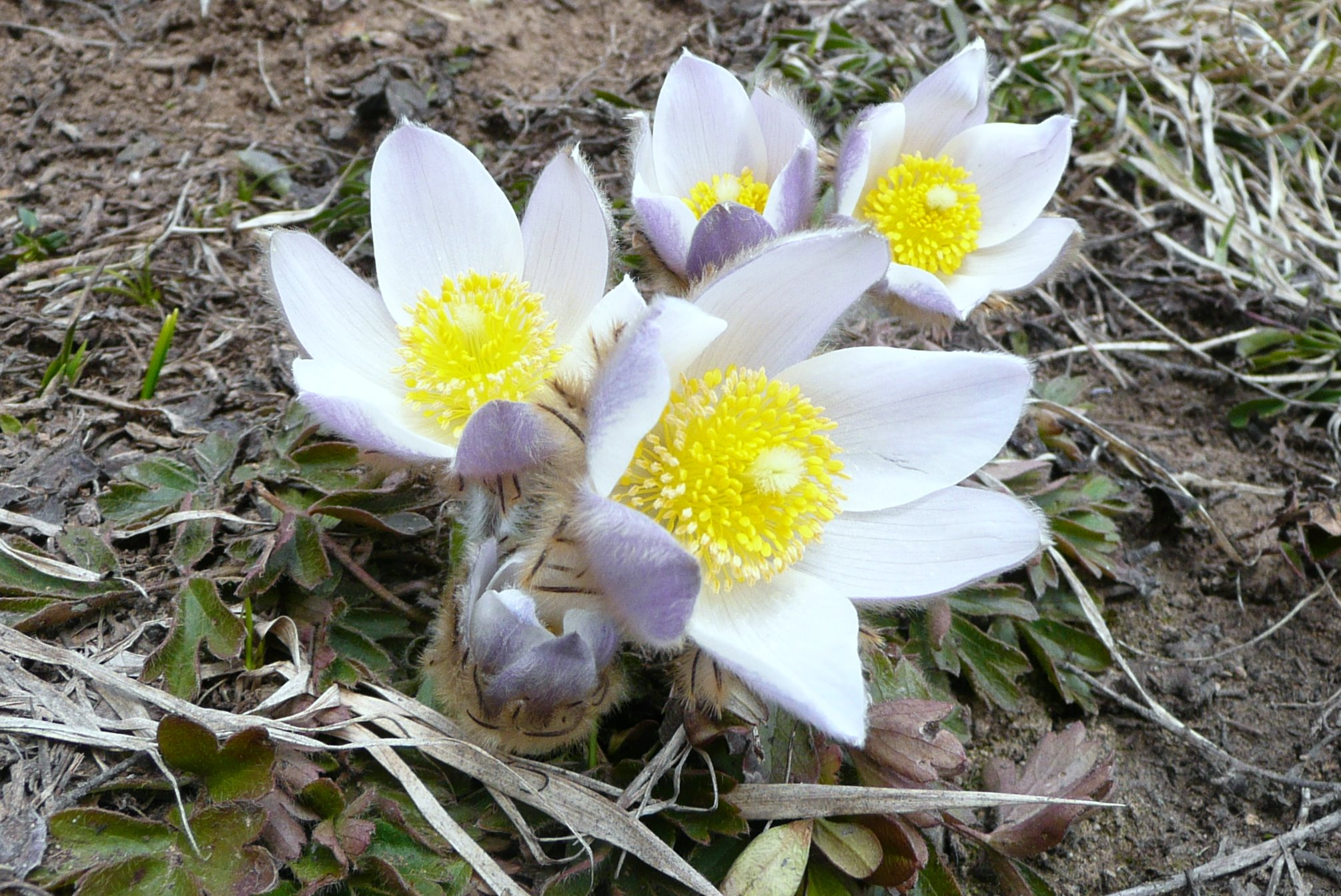
Sasanka wiosenna

Zasięg rodzaju obejmuje znaczną część Europy – bez Islandii, Portugalii i wysp na Morzu Śródziemnym (rośnie tu w sumie 8 gatunków) i Azji – na południu tego kontynentu sięgając po Turcję, Iran, Pakistan i południowe Chiny. Najbardziej zróżnicowany jest w Azji Środkowej i Wschodniej – w Chinach obecnych jest 11 gatunków. W Ameryce Północnej zasięg rodzaju obejmuje północno-zachodnią część kontynentu sięgając na południe do Kalifornii, Nowego Meksyku i Illinois. Na tym kontynencie rodzaj reprezentowany jest tylko przez dwa gatunki.
Gatunki flory Polski
Pierwsza nazwa naukowa według listy krajowej, druga – obowiązująca według bazy taksonomicznej Plants of the World online (jeśli jest inna)
- sasanka alpejska Pulsatilla alba Rchb. ≡ Pulsatilla alpina (L.) Delarbre
- sasanka łąkowa Pulsatilla pratensis (L.) Mill.
- sasanka otwarta Pulsatilla patens (L.) Mill.
- sasanka słowacka Pulsatilla slavica G. Reuss. ≡ Pulsatilla halleri subsp. slavica (G.Reuss) Zämelis
- sasanka wiosenna Pulsatilla vernalis (L.) Mill.
- sasanka zwyczajna Pulsatilla vulgaris Mill.

## Morfologia
PokrójByliny z prosto wzniesionym kłączem, silnie rozgałęziającym się w górnej części, stąd często rosnące kępiasto, nieprzekraczające 20 cm wysokości w czasie kwitnienia, ale o pędach wydłużających się w czasie owocowania. Rośliny często pokryte długimi, miękkimi włoskami.
LiścieOdziomkowe, długoogonkowe. Blaszka liściowa dłoniasto lub nieparzysto pierzasto podzielona, zwykle 2–4-krotnie z wąskimi odcinkami liści, z użyłkowaniem dłoniastym, liście silnie jedwabisto owłosione przynajmniej za młodu.
KwiatyWyrastają pojedynczo na szczytach łodyżek kwiatowych, na których znajduje się okółek trzech siedzących, silnie podzielonych liści, określanych też mianem podsadek. Okwiat niezróżnicowany, składający się z 5 lub 6 listków, identyfikowanych z działkami kielicha (płatków korony brak). Listki te (działki) są jedwabiście owłosione od zewnątrz, zwykle purpurowe lub fioletowe, czasem białe, żółte, jasnoniebieskie, czerwone do czarniawych. Pręciki są liczne, przy czym często najbardziej zewnętrzny okółek zredukowany jest do prątniczków, pełniących funkcję miodników. Pylniki są żółte lub purpurowe, podługowate do nitkowatych. Słupki liczne, z pojedynczymi zalążkami w zalążniach. Szyjki słupków długie, szczeciniasto owłosione.
OwoceLiczne niełupki z silnie wydłużającą się, owłosioną szyjką słupka. Skupienie owoców stanowi owoc zbiorowy (zwane czasem jest też owocostanem) i ma kształt kulisty z powodu wydłużonych i rozpostartych we wszystkie strony wydłużonych szyjek słupków.

## Systematyka
Pozycja systematyczna
W pierwszych pracach systematycznych Linneusza (Species Plantarum 1753) gatunki zaliczane później do tego rodzaju włączone zostały do rodzaju zawilec Anemone. Później jednak dominował w systematyce pogląd o odrębności rodzaju Pulsatilla ustalony też wcześnie, bo już w 1754 roku przez Philipa Millera. Kwestia odrębności rodzaju Pulsatilla wróciła w końcu XX wieku wraz z analizami filogenetycznymi bazującymi na cechach molekularnych i morfologicznych. W ich rezultacie bowiem zaproponowano włączenie kilku linii rozwojowych sztucznie rozdzielanych, a tworzących jeden klad określany mianem rodzaju zawilec Anemone sensu lato.
Kluczowe znaczenie dla wyodrębnienia rodzaju Pulsatilla miało odkrycie, że Anemone sensu lato nie tworzy grupy monofiletycznej, lecz stanowi parafiletyczny grad ewolucyjny prowadzący do pary rodzajów powojnik Clematis i Anemoclema (wcześniej uznawano, że cała grupa Anemone sensu lato jest monofiletyczna, ponieważ w badaniach w latach 90. użyto rodzaju Clematis w roli grupy zewnętrznej). Ze względu na rozpoznawalność i znaczenie rodzaju Clematis, jego włączenie do rodzaju Anemone uznano za zbyt wywrotowe dla klasyfikacji i w efekcie dla jego zachowania wrócono do koncepcji podziału całej grupy Anemone na drobne, monofiletyczne rodzaje, w tym też ponownie wyodrębniając rodzaj sasanka Pulsatilla. Rodzaj jako akceptowany figuruje w aktualizowanych bazach taksonomicznych takich jako Plants of the World Online, World Flora Online, Catalogue of Life.
Rodzaj klasyfikowany jest do plemienia Anemoneae z podrodziny Ranunculoideae i rodziny jaskrowatych Ranunculaceae. 
Wykaz gatunków
- Pulsatilla ajanensis Regel & Tiling
- Pulsatilla albana (Steven) Bercht. & J.Presl – sasanka albańska
- Pulsatilla alpina (L.) Delarbre – sasanka alpejska
- Pulsatilla ambigua (Turcz. ex Hayek) Zämelis & Paegle – sasanka wątpliwa
- Pulsatilla armena (Boiss.) Rupr. – sasanka armeńska
- Pulsatilla aurea (Sommier & Levier) Juz.
- Pulsatilla × bolzanensis Murr
- Pulsatilla bungeana C.A.Mey. – sasanka Bungego
- Pulsatilla campanella (Regel & Tiling) Fisch. ex Krylov – sasanka dzwonkowata
- Pulsatilla × celakovskyana Domin
- Pulsatilla cernua (Thunb.) Bercht. & J.Presl
- Pulsatilla chinensis (Bunge) Regel – sasanka chińska
- Pulsatilla × emiliana (F.O.Wolf) Beauverd
- Pulsatilla × gayeri Simonk.
- Pulsatilla georgica Rupr. – sasanka gruzińska
- Pulsatilla × girodii (Rouy) P.Fourn.
- Pulsatilla grandis Wender.
- Pulsatilla × hackelii Pohl
- Pulsatilla halleri (All.) Willd. – sasanka Hallera
- Pulsatilla herba-somnii Stepanov
- Pulsatilla integrifolia (Miyabe & Tatew.) Tatew. & Ohwi ex Vorosch.
- Pulsatilla × knappii (Palez.) Palez.
- Pulsatilla kostyczewii (Korsh.) Juz.
- Pulsatilla magadanensis A.P.Khokhr. & Vorosch.
- Pulsatilla millefolia (Hemsl. & E.H.Wilson) Ulbr.
- Pulsatilla × mixta Halácsy
- Pulsatilla montana (Hoppe) Rchb. – sasanka górska
- Pulsatilla multiceps Greene
- Pulsatilla nipponica (H.Takeda) Ohwi
- Pulsatilla nivalis Nakai
- Pulsatilla nuttalliana (DC.) Bercht. & J.Presl
- Pulsatilla occidentalis (S.Watson) Freyn – sasanka zachodnia
- Pulsatilla orientali-sibirica Stepanov
- Pulsatilla patens (L.) Mill. – sasanka otwarta, s. dzwonkowata
- Pulsatilla pratensis (L.) Mill. – sasanka łąkowa
- Pulsatilla reverdattoi Polozhij & A.T.Malzeva
- Pulsatilla rubra (Lam.) Delarbre – sasanka czerwona
- Pulsatilla sachalinensis H.Hara
- Pulsatilla scherfelii (Ullep.) Skalický
- Pulsatilla sukaczewii Juz.
- Pulsatilla tatewakii Kudô
- Pulsatilla tongkangensis Y.N.Lee & T.C.Lee
- Pulsatilla turczaninovii Krylov & Serg.
- Pulsatilla usensis Stepanov
- Pulsatilla vernalis (L.) Mill. – sasanka wiosenna
- Pulsatilla violacea Rupr.
- Pulsatilla vulgaris Mill. – sasanka zwyczajna
- Pulsatilla wallichiana (Royle) Ulbr.
- Pulsatilla × wilczekii (F.O.Wolf ex Hegi) P.Fourn.
- Pulsatilla × yanbianensis H.Z.Lv
- Pulsatilla zimmermannii Soó